# Claudio Cavazza
Claudio Cavazza (né à Bologne, 4 mai 1934 - mort à Rome,  le 6 juin 2011) est un entrepreneur italien, fondateur et président de la société Sigma-Tau, entreprise pharmaceutique à capital entièrement italien et l’un des plus gros groupes du secteur au niveau national et international. Il est également le concepteur et le promoteur de Spoleto Scienza, division scientifique du Festival des Deux Mondes de Spolète qui est organisé par la Fondazione Sigma-Tau et qui, depuis sa création, s’est présenté comme l’un des principaux évènements consacrés aux questions scientifiques et épistémologiques de notre temps.

## Biographie
Après une maîtrise en chimie pharmaceutique, il a suivi pendant quelque temps des cours sous la direction du Professeur Noris Siliprandi, titulaire de la chaire de Biochimie à l’université de Padoue, mais il opta rapidement pour une activité dans le secteur des entreprises. 
Son activité d’entrepreneur dans le secteur de la pharmaceutique prit son envol au milieu des années soixante, grâce au lancement du Rekord B12 qui devint rapidement l’un des médicaments les plus vendus en Italie et au-delà. La découverte que des dosages élevés de vitamine B12 avaient une action antiasthénique et antidépressive est à l’origine de ce succès. 
Le médicament se distingua également par sa confection de forme cylindrique et par un design particulièrement novateur qui lui valut d’être exposé au Musée d’Art moderne de New York. 
Une autre étape fondamentale dans l’histoire du groupe Sigma-Tau fut le choix, résultant de la passion et de la détermination de Claudio Cavazza, d’orienter une grande partie des ressources affectées à la recherche scientifique à l’étude des carnitines, substances d’origine naturelle et endogène sans effets collatéraux qui interviennent dans les processus permettant à la cellule de trouver ses propres sources d’énergie. L’étude des carnitines a débouché sur des préparations à l’efficacité éprouvée ayant pour fonction de corriger les défauts métaboliques congénitaux ou secondaires liés à diverses situations cliniques. 
Le groupe Sigma-Tau a renforcé sa présence sur la scène internationale au fur et à mesure des années en établissant des filiales dans les principaux pays européens : la France, la Suisse, les Pays-Bas, la Belgique, le Portugal, l’Allemagne, le Royaume-Uni, l’Inde; il a également ouvert deux établissements de production aux États-Unis et en Espagne. Le groupe Sigma-Tau emploie environ 2500 employés, dont 400 chercheurs engagés dans les secteurs les plus avancés de la recherche nationale et mondiale avec des investissements représentant 16 % du chiffre d’affaires de la société.

### Responsabilités
Claudio Cavazza a été président de Farmindustria (Association des industries pharmaceutiques italiennes) de 1986 à 1992. 
Il a été membre du Comité de présidence de Confindustria, puis il a été appelé à rejoindre le Comité technique de Confindustria et le Comité de direction constitué par la Commission Santé de Confindustria. En janvier 2008, il a été nommé responsable du Projet d’innovation industrielle « Nouvelles technologies de la vie » dans le cadre des activités du Ministère du développement économique. Il est membre du CA de l’EFPIA (Association des industries pharmaceutiques européennes) dont il a été Vice-président de 1992 à 1994. De plus, il a été membre du Conseil de l’IFPMA (International Federation of Pharmaceutical Manufacturers Association). 

### Engagement culturel
La Fondazione Sigma-Tau naît en 1986 avec Claudio Cavazza: ayant pour objet d’introduire les concepts de globalité et de complexité des sciences humaines dans le cadre des projets d’entreprise et dans la médecine, elle promeut les débats de type académique et culturel et favorise le progrès scientifique. 
Il fonde la maison d’édition Sigma-Tau en 1988 et, avec celle-ci, la revue scientifique Sfera. Il s’agit d’un projet éditorial constitué de 43 fascicules publiés entre 1988 et 1995 – projet tellement novateur qu’il mérite deux prix, le prix Galileo en Italie, en 1989, et le prix Caméra à Paris, en 1991. 

### Participation à des activités d’intérêt public
Il a fait partie de nombreux comités consultatifs du CNR (Conseil National des Recherches) :
- Comité national pour les sciences chimiques
- Comité scientifique du projet de médecine pour la prévention et la réhabilitation
- Comité de projet pour le vieillissement
- Commission d’étude en biotechnologie et bio-instrumentation

De plus, il a participé aux comités suivants pour le Ministère de la recherche :
- Comité national pour les produits pharmaceutiques
- Comité national pour la biologie

Il a été Vice-président du comité italien de l’Aspen Institute Italia, institut promouvant les rencontres et les recherches au niveau international sur les politiques de développement dans les grandes régions du monde.

### Récompenses
En 1987, il a été nommé « Cavaliere del Lavoro » (Chevalier de l'Ordre du mérite du travail). En 2005, l’Université de Gênes lui a conféré le titre de Laurea Honoris Causa en Médecine. L'université libre d’études internationales LUSTICO lui a décerné le titre de Laurea Honoris Causa en Stratégies internationales d’entreprise. Le comté du Maryland a institué, en 1995, le prix Claudio Cavazza Science Award en récompense de son engagement dans les activités de recherche et développement dans le secteur des maladies rares aux États-Unis. En juin 2005, il a reçu le prix Pharma-Finance 2005 pour les biotechnologies et, en décembre 2009, l’Association italienne à but non lucratif pour le syndrome de l’X fragile lui a décerné le titre de Membre bienfaiteur en raison de son engagement au service des personnes souffrant de ce syndrome.